# Афрокарибијци
Афрокарибијци је назив за људе чији су преци припадали групи од пет милиона робова који су из западне Африке доведени у европске колоније на Карипским острвима да би радили на плантажама шећерне трске.
Када је укинуто ропство у британским колонијама (1838), многи бивши робови постали су фармери, занатлије или уметници. Међутим, на Карипским острвима било је мало посла и обрадивих површина, па су многи робови посао тражили у другим државама. До средине 20. века највише су одлазили у Северну, Средњу и Јужну Америку. На крају радне сезоне враћали су се кући. У Велику Британију одлазио је мањи број Афрокарибијаца, углавном су то били студенти, морнари или они који су се придружили британској армији у Првом и Другом светском рату.
После Другог светског рата у Британији се осетила потреба за радницима, па је британска влада регрутовала људе са Карипских острва. Годишње је тај број достизао више хиљада Афрокарибијаца. Највише их се запослило у превозу, болницама и другим значајним јавним сервисима. Неки су остајали кратко и враћали се кућама, а већина се ту настањивала за стално. Од 1962. године уведена су строга имиграциона правила која су отежала улазак становника бивших колонија у Британију.
Многи од пола милиона Афрокарибијаца Британије представљају децу или унуке досељеника који су се ту населили педесетих и шездесетих година 20. века. Афрокарибијаца има и у Француској, Холандији, Канади, САД, а данас већина њих одлази у Северну Америку. Често су мета предрасуда, дискриминације и расизма и поред законских и уставних правила која то забрањују.